# Universidade Obafemi Awolowo
A Universidade Obafemi Awolowo (em inglês, Obafemi Awolowo University) é uma universidade pública da Nigéria localizada na antiga cidade de Ifé, no estado de Oxum. A universidade foi fundada em 1962 como "Universidade de Ifé" pelo governo regional do Oeste da Nigéria, liderado pelo falecido chefe Samuel Ladoke Akintola, e foi renomeada "Universidade Obafemi Awolowo" em 12 de maio de 1987 em honra do chefe Obafemi Awolowo (1909-1987), primeiro premiê da Região Oeste da Nigéria, que foi o idealizador da universidade.

## História
A decisão de criar a Universidade de Ifé (popularmente referida como "Grande Ifé") pelo partido governante "Grupo de Ação da Região Oeste da Nigéria" foi em protesto contra as recomendações da comissão Ashby. A primeira universidade nigeriana foi criada em 1948 em Ibadã, na região oeste, como um colégio externo da universidade de Londres. Contudo, as necessidades da Nigéria (então colônia britânica) ultrapassaram em muito a produtividade da única universidade. Em particular, a Universidade de Ibadan não tinha faculdade de engenharia ou tecnologia, faculdade de direito, nenhuma escola de farmácia ou habilidades de formação em gestão. A comissão Ashby, criada pelo britânico, era para analisar as necessidades de ensino superior da então futura Nigéria independente.